# Lucifer az Újvilágban
A Lucifer az Újvilágban (korábbi magyar cím: Lucifer, eredeti cím: Lucifer) egy misztikus vígjáték-dráma sorozat, melyet Tom Kapinos hozott létre. Amerikában a FOX TV csatorna vetíti a sorozatot 2016. január 5-től. A sorozat egy DC Comics által létrehozott, a Vertigo kiadó által kiadott képregénysorozat alapján készült.
2019-ben a Netflix átvette a sorozatot, ugyanis a Fox a harmadik évaddal bezárólag elengedte és befejezte a sorozatot. A Netflix ezután be is rendelte a negyedik évadot, ami 2019. május 8-án jelent meg. Az ötödik évad 16 epizódból áll, amelynek az első fele 2020. augusztus 21-én jelent meg a második fele pedig 2021. május 28-án. Habár úgy volt, hogy az 5. évad az utolsó, 2020 júniusában mégis meghosszabbították a sorozatot a hatodik egyben utolsó évadjára, amely 10 epizódból áll és 2021. szeptember 10-én jelent meg.

## Cselekmény
Lucifer Morningstar ténylegesen maga az ördög, a pokol ura, de már öt éve a halandók között, a földön él. A lázadó természetű Lucifer atyja, az őt a mennyből a pokolba száműző Isten akaratával dacolva hagyta el a poklot. A földre magával hozta a pokol egyik démonát és kínzómesterét, az emberi alakjában nő Mazikeent, becenevén Maze-t. Miután Lucifer maga is angyal, érkezésüket követően kérésére Maze levágja az angyalszárnyait. Ironikus módon az „Angyalok városában”, azaz Los Angeles-ben telepszenek le, ahol Lucifer beindítja a jól menő, exkluzív Lux bárt. Lucifer jóképű harmincas férfi, rendkívül tehetős, stílusosan öltözködik, brit akcentussal beszél. Különleges képességei közé tartozik, mennyei eredetű halhatatlansága és sebezhetetlensége mellett, hogy ki tudja fürkészni a halandók legtitkosabb vágyait, szexuális vonzásának sem a nők, sem a férfiak nem tudnak ellenállni. Ha jó oka van rá, fel tudja fedni valódi, csúf ördögarcát. Hedonista életet él a földön, gyakran váltogatja szexuális partnereit, és nem veti meg az italt, a kábítószereket sem, de ezek igazából nem hatnak rá. Jól zongorázik és lágy énekhangja van. Habitusát tekintve hajlamos az egoizmusra és a nárcizmusra, de ez a felszín érzékenyebb rétegeket takar. Az embereket, gondolkodásukat és érzelmeiket érdeklődve tanulmányozza, gyakran tesz nekik szívességeket (szerződés az ördöggel), de a bűnösöket megbünteti. Lucifer kínosan ügyel rá, hogy ne hazudjon, mindenütt hangoztatja, hogy ő Isten fia és a pokol ura. Az emberek ezt vagy erőteljes egójának, vagy képletes metaforának tulajdonítják, és csak később, akkor hiszik el, amikor rövid ideig megmutatja nekik ördögarcát, ekkor páni félelem vesz rajtuk erőt.
Az első részben Lucifer egy korábbi pártfogoltját, egy fiatal énekesnőt megölik. Lucifer saját szakállára szaglászni kezd, aminek során összefut Chloe Decker detektívvel, a Los Angeles-i rendőrség nyomozónőjével. Chloe megoldottnak véli az ügyet, és drogügyletként lezárná, de Lucifernek még sikerül pár mondatot váltania a gyilkossal, amiből kiderül, hogy felbérelték az énekesnő meggyilkolására. További nyomozásra buzdítja hát Chloe-t, akit viszont korábbi férje, a szintén nyomozó Dan Espinoza arról próbál meggyőzni, hogy ne bonyolítsa túl az ügyet.
Lucifer érdeklődve fordul Chloe Decker munkája felé, ami pokolbéli feladatához hasonlóan a bűnösök felkutatásából és megbüntetéséből áll. Emellett felcsigázza, hogy Chloe-n nem fognak a képességei: a nő az ő szexuális közeledésére távolságtartóan reagál, és titkos vágyait sem hagyja kifürkészni. Ugyanakkor Lucifer ezen képességei jó szolgálatot tesznek közös nyomozásuk során, ezt Chloe is kénytelen elismerni. Lucifer könnyedén ráveszi Chloe női főnökét, hogy alkalmazza őt civil tanácsadóként, így az ördög a rendőrséget segíti gyilkossági ügyek megoldásában.
A történetben sok konfliktusforrás van: Amenadiel szeretné visszavinni Lucifert a Pokolba, hogy ott végezze tovább a dolgát, az elhunyt bűnös lelkek sanyargatását, de Lucifer nem akar visszamenni, mivel az ottani munkát apja kényszerítette rá. Chloe Decker kapcsolata problémás a volt férjével, akivel naponta találkozik, és gyakran együtt dolgozik egy-egy ügyön. Válásuk oka az, hogy a férje a munkáját fontosabbnak tartotta a családjánál. Chloe Decker szeretné a lányát „normálisan” felnevelni, de a munkája miatti időbeosztása ezt megnehezíti.
Mindeközben Lucifer Linda Martin pszichoterapeutához jár, aki segíteni próbál neki megbirkózni az apjával kapcsolatos dühével és lelki fájdalmával, valamint megérteni saját érzéseit.
Amenadiel és Lucifer is azt tapasztalja magán, hogy egyre emberibbé válik, sebezhetőbb, gyengébb lesz a földön töltött idő alatt. Lucifer fizikailag is sebezhetővé válik Chloe közelében, ha megsérül, vérezni kezd (Chloe-től távolabb halhatatlan).
Kiderül, hogy Chloe nem véletlenül került Lucifer útjába, Isten által előre elrendeltetett volt a találkozásuk, amit Amenadiel kezdeményezett azzal, hogy megáldotta egy addig gyermektelen házaspár frigyét, ebből született Chloe. Amikor ez Lucifer tudomására jut, az további érzelmi bonyodalmakat okoz, különösen, mivel vonzódnak egymáshoz, amiről Lucifer azt gondolta, hogy spontán alakult ki.

## Szereplők
| Színész            | Szereplő                      | Magyar hang        | Megjegyzés | Évad |
| ------------------ | ----------------------------- | ------------------ | --- | ---- |
| Tom Ellis          | Lucifer Morningstar           | Kárpáti Levente    | A Pokol ura. Lucifer, miután megunta az Isten által rákényszerített életét a Pokolban, otthagyta a trónját öt éve és tanácsadó lett a Los Angeles-i rendőrségnél, miközben vezeti a saját szórakozóhelyét, a „LUX”-ot.                               | 1-6. |
| Tom Ellis          | Mihály                        | N/A                | Az 5. évadban felbukkan Lucifer ikertestvére, Mihály, akinek a személyisége jelentősen eltér Luciferétől - Lucifer eközben visszamegy a pokolba. | 5.   |
| Lauren German      | Chloe Decker nyomozó          | Mórocz Adrienn     | Gyilkossági nyomozó a Los Angeles-i rendőrségnél. A bűncselekményeket társával, Luciferrel oldja meg, aki érdeklődik iránta, miután észrevette, hogy immunis a vágyfeltáró képességére.                                                              | 1-6. |
| Kevin Alejandro    | Daniel „Dan” Espinoza nyomozó | Zámbori Soma       | Chloe ex-férje és gyilkossági nyomozó a Los Angeles-i rendőrségnél. Trixie apja. Lucifer egy időszakban „Fafej nyomozó”-nak nevezi. | 1-6. |
| D.B. Woodside      | Amenadiel                     | Kálid Artúr        | Egy angyal. Lucifer és a többiek legidősebb testvére. Los Angelesbe érkezik, hogy Lucifert visszavigye a Pokolba. | 1-6. |
| Lesley-Ann Brandt  | Mazikeen „Maze”               | Nemes Takách Kata  | Lucifer bizalmas szövetségese, démon, aki a Pokolból Los Angelesig követte. A második évadtól új szakmát keres a Földön és fejvadász lesz. | 1-6. |
| Lesley-Ann Brandt  | Lily Rose / Lilit             | N/A                | Maze anyja és Lucifer ex-szeretője. | 5.   |
| L. Scott Caldwell  | Lily Rose / Lilit             | N/A                | Maze anyja és Lucifer ex-szeretője. | 5.   |
| Scarlett Estevez   | Beatrice „Trixie” Espinoza    | Gyarmati Laura     | Chloe és Dan lánya, aki összebarátkozik Mazikeennel és Luciferrel. | 1-6. |
| Rachael Harris     | dr. Linda Martin              | Farkasinszky Edit  | Lucifer terapeutája. A 4. évadban megszüli Amenadiel fiát, Charlie-t, aki minden idők legelső félangyal gyermeke. | 1-6. |
| Kevin Rankin       | Malcolm Graham nyomozó        | N/A                | Egy rendőr, akit a sorozat elején lelőttek. Jó ideig kómában volt, majd pár másodpercig halott, de Amenadiel visszahozta a Pokolból, azzal a céllal, hogy megölje Lucifert.                                                                          | 1.   |
| Aimee Garcia       | Ella Lopez                    | Martinovics Dorina | A Los Angeles-i rendőrségnél törvényszéki szakértő, aki Detroit-ból származik. A 3. évadban kiderül, hogy Ellát gyakran látogatja Lucifer húga, „Rae-Rae” Azrael, a halál angyala, mivel Ella kiskorában autóbalesetet szenvedett.                   | 2-6. |
| Tricia Helfer      | Anya / Istennő                | Spilák Klára       | Lucifer és Amenadiel anyja, Isten száműzött felesége, aki kiszökött a Pokolból. Charlotte Richards, egy meggyilkolt ügyvéd testébe költözik. Miután elhagyja az univerzumot a 2. évad végén, Charlotte feléled, visszakapja saját tudatát és testét. | 2.   |
| Tricia Helfer      | Charlotte Richards            | Spilák Klára       | Ügyvéd, akit Marcus Pierce / Káin meggyilkol a 3. évad végén. | 2-3. |
| Tom Welling        | Marcus Pierce / Káin          | Varga Rókus        | Rendőrhadnagy, aki felügyeli Chloe, Dan és Ella munkáját a Los Angeles-i rendőrségnél. Később kiderül, hogy ő a halhatatlan Káin, Ádám és Éva fia. Ő a világ első gyilkosa, akit elítéltek, hogy a Földön vándoroljon örökre a Káin-bélyeggel.       | 3.   |
| Inbar Lavi         | Éva                           | N/A                | A világ első nője, aki nemrég elhagyta a mennyországot. Káin anyja és Lucifer egykori szeretője. | 4-6. |
| Dennis Haysbert    | Isten                         | N/A                | A világ alkotója. Lucifer, Mihály, Amenadiel és az angyalok apja, Charlie és Rory nagyapja. | 5.   |
| Brianna Hildebrand | Aurora "Rory" Decker          | N/A                | Chloe és Lucifer lánya a jövőből. | 6.   |

A magyar szinkron a Viasat 3 számára készült az SDI Media Hungary stúdiójában.

## Epizódok
| Évad | Évad | Epizódok | Epizódok | Eredeti sugárzás     | Eredeti sugárzás     | Eredeti adó          | Magyar sugárzás      | Magyar sugárzás  | Magyar adó |
| Évad | Évad | Epizódok | Epizódok | Évadpremier          | Évadfinálé           | Eredeti adó          | Évadpremier          | Évadfinálé       | Magyar adó |
| ---- | ---- | -------- | -------- | -------------------- | -------------------- | -------------------- | -------------------- | ---------------- | ---------- |
|      | 1.   | 13       | 13       | 2016. január 25.     | 2016. április 25.    |                      | 2016. április 25.    | 2016. július 18. |            |
|      | 2.   | 18       | 18       | 2016. szeptember 19. | 2017. május 29.      | 2017. február 6.     | 2017. július 24.     |                  |            |
|      | 3.   | 26       | 26       | 2017. október 2.     | 2018. május 28.      | 2018. április 3.     | 2018. július 3.      |                  |            |
|      | 4.   | 10       | 10       | 2019. május 8.       | 2019. május 8.       |                      | 2019. május 8.       | 2019. május 8.   |            |
|      | 5.   | 16       | 8        | 2020. augusztus 21.  | 2020. augusztus 21.  | 2020. augusztus 21.  | 2020. augusztus 21.  |                  |            |
|      | 5.   | 16       | 8        | 2021. május 28.      | 2021. május 28.      | 2021. május 28.      | 2021. május 28.      |                  |            |
|      | 6.   | 10       | 10       | 2021. szeptember 10. | 2021. szeptember 10. | 2021. szeptember 10. | 2021. szeptember 10. |                  |            |

## Fogadtatás

### Díjak és jelölések
| Év   | Díj                                | Jelölt(ek)            | Kategória                                                              | Eredmény | Forrás(ok) |
| ---- | ---------------------------------- | --------------------- | ---------------------------------------------------------------------- | -------- | ---------- |
| 2016 | Teen Choice Awards                 | Tom Ellis             | Legjobb áttörő alakítást nyújtó színész                                | Jelölve  | [ 2 ]      |
| 2016 | Teen Choice Awards                 | Lucifer az Újvilágban | Legkiemelkedőbb műsor                                                  | Jelölve  | [ 2 ]      |
| 2017 | People's Choice Awards             | Lucifer az Újvilágban | Kedvenc bűnügyi tévédráma                                              | Jelölve  | [ 3 ]      |
| 2017 | Szaturnusz-díj                     | Lucifer az Újvilágban | Legjobb televíziós fantasy sorozat                                     | Jelölve  | [ 4 ]      |
| 2017 | Dragon Awards                      | Lucifer az Újvilágban | Legjobb sci-fi vagy fantasy sorozat                                    | Jelölve  | [ 5 ]      |
| 2021 | Amerikai Operatőrök Szövetsége díj | Ken Glassing          | Kiemelkedő operatőr egy egyórás sorozat epizódjában - Nem kereskedelmi | Jelölve  | [ 6 ]      |
| 2021 | Critics' Choice Super Awards       | Lucifer az Újvilágban | Legjobb szuperhőssorozat                                               | Jelölve  | [ 7 ]      |
| 2021 | Critics' Choice Super Awards       | Tom Ellis             | Legjobb színész szuperhőssorozatban                                    | Jelölve  | [ 7 ]      |
| 2021 | Critics' Choice Super Awards       | Tom Ellis             | Legjobb gonosztevő sorozatban                                          | Jelölve  | [ 7 ]      |

## Gyártás

### Kidolgozás
2014 szeptemberében bejelentették, hogy a DC Entertainment és a Fox egy televíziós sorozatot készít a Sandman című képregénysorozat egyik mellékszereplője, Lucifer alakjával a középpontban. A képregény eredeti írója Neil Gaiman.

## Arrowverzum
Lucifer Morningstar feltűnik a The CW Arrowverzum crossoverében, a Végtelen világok válságában. A cameo eseményei öt évvel a sorozat eseményei előtt voltak. A crossover visszamenőleg megalapozza a sorozat világát Föld-666 néven, megerősíti, hogy Lucifer tudatában van a multiverzumnak, és kifejti, hogyan dolgozott Mazikeen (a válság előtt) John Constantine-nak köszönhetően.